# Mikhail Sergeyevich Malinin
Mikhail Sergeyevich Malinin (tiếng Nga: Михаи́л Серге́евич Мали́нин; 28 tháng 12 [lịch cũ 16 tháng 12] năm 1899 tại Polutino, Kostroma, Đế quốc Nga - 24 tháng 1 năm 1960 tại Moskva, Liên Xô) là một tướng lĩnh Liên Xô.

## Tiểu sử

### Thiếu thời
Mikhail Malinin sinh năm 1899 tại vùng Kostroma của Đế quốc Nga, trong một gia đình nông dân Nga. Xuất thân là một thợ mộc trong làng, Malinin gia nhập Hồng quân năm 1919 và chiến đấu trong Nội chiến Nga. Ông tốt nghiệp Trường Bộ binh số 2 Moskva năm 1922 và phục vụ tại Quân khu Moskva trong hầu hết cuộc đời binh nghiệp của mình. Năm 1931, ông trúng tuyển Học viện Frunze và gia nhập Đảng Cộng sản Liên Xô. Sau hai năm, ông hoàn thành chương trình học tại Học viện Mô tô và Cơ giới hóa, sau đó được chỉ định làm giảng viên cho Khóa học Chỉ huy Lực lượng Thiết giáp Leningrad vào tháng 12 năm 1937. Ông tham gia Chiến tranh Xô-Phần với tư cách là trưởng ban tác chiến của Tập đoàn quân 9, và sau đó được bổ nhiệm làm tham mưu trưởng Quân đoàn cơ giới 7, giữ chức vụ này cho đến tháng 6 năm 1941.

### Chiến tranh Vệ quốc vĩ đại
Khi Đức xâm lược Liên Xô, Malinin được đưa ra mặt trận và được bổ nhiệm làm tham mưu trưởng, phụ tá cho tướng Rokossovsky chỉ huy trong những gì còn lại của Quân đoàn cơ giới 9. Đơn vị của họ đã tham gia Trận Smolensk. Khi Tập đoàn quân 16 được tái lập, Rokossovsky bổ nhiệm làm chỉ huy của nó, Malinin cũng được điều động theo, trở thành tham mưu trưởng của tập đoàn quân này vào ngày 19 tháng 8 năm 1941. 

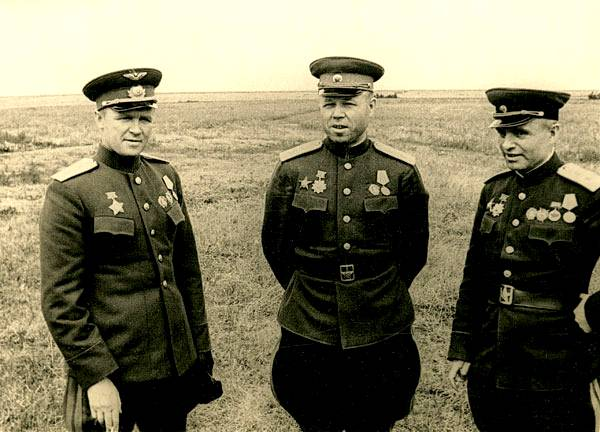
Các chỉ huy của Phương diện quân Belorussia 1. Thượng tướng không quân Sergey Rudenko, Thượng tướng Mikhail Malinin, Thượng tướng pháo binh Vasily Kazakov, năm 1944.

Ông tiếp tục với cương vị đó, dưới quyền của Rokossovsky (và từ tháng 11 năm 1944, Zhukov), trải qua phần lớn cuộc chiến phục vụ tại các phương diện quân Bryansk (Tham mưu trưởng: 20.7.42 - 27.9.42), Sông Don (30.9.42 - 15.2.43), Trung tâm (15.2.43 - 20.10.43) và Belorussia 1 (20.10.43 - 10.6.45). Như vậy, ông đã tham gia các trận chiến ở Moskva, Stalingrad, Kursk, Belarus, Ba Lan và Berlin. Malinin được thăng cấp Trung tướng vào ngày 20 tháng 12 năm 1942, và lên Thượng tướng vào ngày 18 tháng 9 năm 1943.

### Sự nghiệp hậu chiến
Ngày 29 tháng 5 năm 1945, Malinin được trao tặng danh hiệu Anh hùng Liên Xô (Huân chương số 6456). Ông là tham mưu trưởng Cụm binh đoàn Liên Xô tại Đức cho đến năm 1948, và sau đó là tham mưu trưởng quân đội Liên Xô. Từ năm 1950 đến năm 1952, ông giữ chức Phó Chánh Thanh tra rồi Chánh Thanh tra Quân đội. Sau đó, ông trở thành Phó Tổng tham mưu trưởng thứ nhất của Lực lượng vũ trang Liên Xô, một chức vụ mà ông giữ cho đến khi qua đời. Ông giữ vai trò tham gia vào việc đàn áp cuộc nổi dậy năm 1956 của Hungary. Ngày 3 tháng 8 năm 1953, ông được thăng quân hàm Đại tướng.
Malinin cũng là một phó chủ tịch Xô viết Tối cao Liên Xô khóa 3, 4, Ủy viên dự khuyết Ban Chấp hành Trung ương Đảng Cộng sản Liên Xô trong những năm 1952-1956, và được bầu làm Ủy viên Ủy ban Kiểm toán Trung ương.

## Nhận định
| “ | Tôi biết Tham mưu trưởng Phương diện quân Trung tâm M.S. Malinin từ thời trận chiến Moskva; khi đó anh đang là tham mưu trưởng quân đoàn 16. Anh ta là một chỉ huy được đào tạo bài bản, một tham mưu cấp cao. Anh ấy đã thực hiện nhiệm vụ được giao một cách hoàn hảo. | ” |
| — Bốn lần Anh hùng Liên Xô, Nguyên soái Liên Xô Zhukov G.K. Nhớ lại và suy nghĩ". Tập 2. Tái bản lần thứ 3. Nhà xuất bản Thông tấn xã Moskva, 1978. Tr.147. | |   |

## Danh hiệu và giải thưởng
- Anh hùng Liên Xô "Huân chương Sao vàng" (29/05/1945)
- Bốn Huân chương Lenin (02/01/1942, 21/02/1945, 29/05/1945, 26/12/1959)
- Huân chương Cờ đỏ, bốn lần (17/08/1943, 03/11/1944, 15/11/1950)
- Huân chương Suvorov, hạng 1, hai lần (29/07/1944, 06/04/1945) và hạng 2 (02/10/1943)
- Huân chương Kutuzov, hạng 1, hai lần (28/01/1943, 18/12/1956)
- Huân chương Sao Đỏ (21/05/1940)

## Lược sử quân hàm
- Đại tá (29.11.1935)
- Thiếu tướng (07.10.1941)
- Trung tướng (20.12.1942)
- Thượng tướng (18.09.1943)
- Đại tướng (03.08.1953)